# Confederación Española de Comercio
La Confederación Española de Comercio (CEC), es una entidad empresarial y sectorial creada para la defensa, la representación y el fomento de los intereses generales del sector del comercio, de la PYME y de autónomos en España. Se fundó en el año 1984, y actualmente representa a la totalidad de organizaciones de ámbito autonómico y provincial del pequeño y mediano comercio, así como también a las organizaciones sectoriales de ámbito nacional, que en su conjunto rozan los 450.000 comerciantes.

## Organigrama y órganos de gobierno[2]
Entre los principales cargos de la CEC se encuentran el presidente, Pedro Campo Iglesias, y el secretario general, Julián Ruiz Gutiérrez.
| VICEPRESIDENTES | José M. Seijas López | Rodolfo Bernard Alaiz | Rafael Torres |
| Joan Guillen    |                      |                       |               |
| Rosario Sanz    |                      |                       |               |

Además, cuenta con un comité ejecutivo formado por un representante de cada comunidad autónoma que la constituyen.